# Herrarnas svikthopp i simhopp vid olympiska sommarspelen 1992
Herrarnas svikthopp i de olympiska simhoppstävlingarna vid de olympiska sommarspelen 1992 hölls den 28-29 juli i Piscina Municipal de Montjuïc. 

## Medaljörer
| Event             | Guld           | Silver           | Brons              |
| 3 meter svikthopp | Mark Lenzi USA | Tan Liangde Kina | Dmitrij Sautin OSS |

## Resultat
| Placering | Hoppare                    | Kval   | Kval      | Final            |
| Placering | Hoppare                    | Poäng  | Placering | Poäng            |
| --------- | -------------------------- | ------ | --------- | ---------------- |
| 1         | Mark Lenzi (USA)           | 409,11 | 2         | 676,53           |
| 2         | Tan Liangde (CHN)          | 426,39 | 1         | 645,57           |
| 3         | Dmitrij Sautin (EUN)       | 384,42 | 6         | 627,78           |
| 4         | Michael Murphy (AUS)       | 381,33 | 8         | 611,97           |
| 5         | Kent Ferguson (USA)        | 374,22 | 12        | 609,12           |
| 6         | Jorge Mondragón (MEX)      | 384,45 | 5         | 604,14           |
| 7         | Edwin Jongejans (NED)      | 383,13 | 7         | 581,40           |
| 8         | Valerij Statsenko (EUN)    | 388,26 | 4         | 577,92           |
| 9         | Joakim Andersson (SWE)     | 376,68 | 10        | 562,74           |
| 10        | Albin Killat (GER)         | 392,10 | 3         | 556,35           |
| 11        | Mark Rourke (CAN)          | 379,32 | 9         | 540,66           |
| 12        | Davide Lorenzini (ITA)     | 375,57 | 11        | 527,73           |
| 13        | David Bédard (CAN)         | 372,54 | 13        | Gick inte vidare |
| 14        | Wei Lan (CHN)              | 369,09 | 14        | Gick inte vidare |
| 15        | Robert Morgan (GBR)        | 366,66 | 15        | Gick inte vidare |
| 16        | Simon McCormack (AUS)      | 358,05 | 16        | Gick inte vidare |
| 17        | Fernando Platas (MEX)      | 355,47 | 17        | Gick inte vidare |
| 18        | Jan Hempel (GER)           | 353,85 | 18        | Gick inte vidare |
| 19        | Christian Styren (NOR)     | 347,94 | 19        | Gick inte vidare |
| 20        | Evan Stewart (ZIM)         | 345,87 | 20        | Gick inte vidare |
| 21        | Isao Yamagishi (JPN)       | 344,40 | 21        | Gick inte vidare |
| 22        | Niki Stajković (AUT)       | 339,75 | 22        | Gick inte vidare |
| 23        | José Miguel Gil (ESP)      | 336,84 | 23        | Gick inte vidare |
| 24        | Jürgen Richter (AUT)       | 336,78 | 24        | Gick inte vidare |
| 25        | Dario di Fazio (VEN)       | 332,43 | 25        | Gick inte vidare |
| 26        | Alexei Kogalev (BEL)       | 323,46 | 26        | Gick inte vidare |
| 27        | Petar Trifonov (BUL)       | 320,82 | 27        | Gick inte vidare |
| 28        | Alessandro de Botton (ITA) | 312,69 | 28        | Gick inte vidare |
| 29        | Philippe Duvernay (FRA)    | 310,14 | 29        | Gick inte vidare |
| 30        | Craig Vaughan (RSA)        | 297,51 | 30        | Gick inte vidare |
| 31        | Keita Kaneto (JPN)         | 295,74 | 31        | Gick inte vidare |
| 32        | Grzegorz Kozdranski (POL)  | 228,06 | 32        | Gick inte vidare |